# Erna Wagner-Hehmke
Erna Wagner-Hehmke (* 6. März 1905 in Breslau; † 9. Juni 1992 in Düsseldorf) war eine deutsche Fotografin.
Erna Hehmke studierte an der Universität Breslau zwei Semester Fotochemie. 1925 eröffnete sie zusammen mit ihrer Mentorin, der Fotografin Anne Winterer, die Lichtbildwerkstatt Hehmke-Winterer in Düsseldorf, die sie ab 1935 alleine weiterführte. Nach Abschluss der Gesellenprüfung mit Auszeichnung reiste sie zu Studienzwecken nach Paris. Dort eignete sie sich im Studio Lorell auf dem Boulevard Bertier die Technik des Kolorierens an und bildete sich in der Porträtfotografie weiter.
1932 machte sie ihre Meisterprüfung und heiratete im selben Jahr den Architekten Rudolf Wagner. 
Wagner-Hehmke widmete sich vor allem der angewandten Fotografie: Sachfotografie, Industriefotografie und Werbungsfotografie. Ihre Arbeitstechnik ist gekennzeichnet von Exaktheit in der Formwiedergabe und durch objektive Bildsprache und lässt sich der Neuen Sachlichkeit zuordnen. Wagner-Hehmke lichtete zahlreiche Persönlichkeiten des Jungen Rheinland ab, darunter Mutter Ey, Otto Dix, Tatjana Barbakoff und Louise Dumont, und sie fotografierte Werke von Künstlern wie Jankel Adler. Fotos dieser Gemälde stellen heutzutage den einzig überlieferten Beleg verschollener oder vernichteter Werke Adlers dar.
Bekannt wurde Wagner-Hehmke vor allem für ihre zahlreichen Porträtaufnahmen aus der Frühzeit der Bundesrepublik Deutschland von Abgeordneten und Amtsträgern des jungen Staates. Ihre Fotografien über die Arbeit des Parlamentarischen Rates und die Konstituierung von Bundestag und Bundesrat in Bonn bildeten auch das Bildmaterial für politische Reportagen. Beauftragt worden war sie von der nordrhein-westfälischen Landesregierung durch Hermann Wandersleb.
Ab 1954 bis zu ihrer Pensionierung unterrichtete sie an der Düsseldorfer Berufsschule am Fürstenwall. In den 1950er bis 1970er Jahren erstellte sie im Auftrag des Bundesarbeitsamtes zu Werbezwecken Bildmaterial zu verschiedenen Berufszweigen. 
Ende der 1980er Jahre übernahm die Stiftung Haus der Geschichte in Bonn 4000 Aufnahmen Wagner-Hehmkes in ihre zeithistorischen Sammlungen. 
Wagner-Hehmke beteiligte sich wiederholt an Ausstellungen, darunter in den Jahren 1950 bis 1952 an der Photokina. Ihre Arbeiten erhielten zahlreiche Auszeichnungen, unter anderem die Silberne und Goldene Nadel der Innung.